# Martin Augustsson
Per Martin Augustsson, född 20 november 1953 i Munkedal, är en svensk före detta fotbollsspelare (anfallare) som representerade Gais 1976–1977 och 1979 och IFK Malmö 1978.
Andersson växte upp i Munkedal, där hans far var folkskollärare och rektor. Han började spela fotboll för Munkedals IF, och gick inför säsongen 1976 till Gais, som precis hade ramlat ner i division II. Sin första säsong gjorde han 14 matcher (3 mål) för Gais, men 1977 spelade han bara 3 matcher (0 mål), och till 1978 gick han på lån till seriekonkurrenten IFK Malmö. I Malmö blev han klubbens bästa målskytt i serien, men därefter återvände han till Göteborg och Gais. Han lyckades dock inte ta någon ordinarie plats i Gais, utan spelade bara sex seriematcher 1979, och till säsongen 1980 gick han i stället till division IV-klubben Slottsskogens IK.
Parallellt med fotbollskarriären utbildade sig Augustsson till lärare. 1981 flyttade han till Varberg, där han senare kom att bli rektor i gymnasiet.